# Die Zeitmaschine

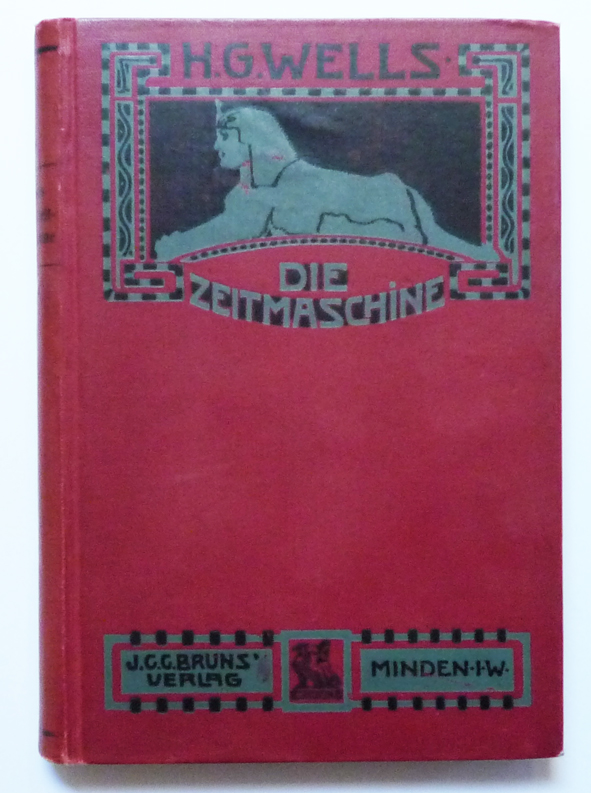
Deutsche Erstausgabe von Felix Paul Greve, Bruns, Minden 1904

Die Zeitmaschine (englischer Originaltitel The Time Machine) ist ein Science-Fiction-Roman von H. G. Wells.
Dieser 1895 erschienene Klassiker der Science-Fiction-Literatur ist die erste literarische Beschreibung einer Zeitreise in die Zukunft, die mittels einer Zeitmaschine bewerkstelligt wird. Der Roman wurde mehrmals verfilmt (siehe: Die Zeitmaschine und The Time Machine) und gilt außerdem als ein Schlüsselwerk zur Entstehung des Steampunks.

## Inhalt
Der Zeitreisende, der im Roman nicht mit Namen genannt wird, hat sich gegen Ende des 19. Jahrhunderts eine Maschine gebaut, mit deren Hilfe er sich in der vierten Dimension, der Zeit, bewegen kann. Er erklärt einem Kreis von skeptischen Freunden das Prinzip dieses Geräts sehr anschaulich und auch für den heutigen Leser durchaus nachvollziehbar: Die Zeitmaschine kann sich durch die Zeit vorwärts und rückwärts bewegen wie jemand sich durch den Raum bewegt. Die Zeit wird als eine vierte Raumdimension beschrieben.
Bei seiner ersten Reise in die  Zukunft erreicht er das Jahr 802.701. Dort findet er die Welt zweier gegensätzlicher Arten von Lebewesen menschlicher Abstammung bewohnt, die sich im Verlauf von Jahrtausenden aus den beiden extremen Gesellschaftsklassen des viktorianischen Englands zu zwei Menschenrassen weiterentwickelt haben: den oberirdisch lebenden Eloi und den unterirdisch lebenden Morlocks (in deutschen Übersetzungen teilweise auch Morlocken genannt).
Die kindlichen Eloi leben scheinbar sorgenfrei und glücklich, aber völlig unreflektiert und verweichlicht in einer paradiesischen Umgebung, sehen ähnlich aus wie heutige Menschen und scheinen alle relativ jung zu sein. Es ist dem Zeitreisenden anfangs unverständlich, wer sie ernährt und kleidet, da sie offensichtlich nie zu arbeiten brauchen. Andererseits scheint eine namenlose Furcht vor der Dunkelheit, besonders den mondlosen Nächten, ihrer Idylle entgegenzustehen.
Die Morlocks, nach Empfinden des Zeitreisenden hässliche, affenartige, lichtscheue Wesen, hausen in unterirdischen Höhlen. Bei seinen Nachforschungen stellt er fest, dass sie dort riesige Maschinen betreiben und auf diese Weise das Leben der oberirdischen Eloi ermöglichen und erhalten. Anfangs scheint es ihm, als seien die Morlocks die Sklaven der Eloi, so wie in der Vergangenheit die Arbeiterklasse ausgebeutet wurde, um den Wohlstand der oberen Klassen zu sichern. Allmählich aber erkennt er, dass sich das Verhältnis inzwischen umgekehrt hat: Die Morlocks halten sich die Eloi wie Bauern das Vieh, sie sorgen für ihr leibliches Wohl, weil die Menschenfresser sie als Nahrung brauchen. In den dunklen Nächten holen sie sich oben ihre Mahlzeiten.
Vom Jahr 802.701 aus reist der Zeitreisende noch viel weiter in die Zukunft. 30 Millionen Jahre in der Zukunft erblickt er im ewigen Zwielicht der stillstehenden Erde vor einem riesigen roten Feuerball, der einstmals die Sonne war, krabbenartige sowie, tausende Jahre später, ballförmige, hüpfende Lebewesen und erkennt, dass die Menschheit mittlerweile ausgestorben ist.
Nach seiner Rückkehr in die Gegenwart glauben seine Freunde ihm die Geschichte nicht, und er beschließt, ein weiteres Mal in die Zukunft zu reisen, diesmal besser ausgerüstet, u. a. mit einer Kamera, um seine Entdeckungen zu dokumentieren. Von dieser Reise kehrt er nicht mehr zurück.

## Ausgaben und Übersetzungen (Auswahl)
- Die Zeitmaschine. Eine Erfindung. Neu übersetzt von Peter Naujack. Diogenes, Zürich (= detebe. Band 67/III).

## Verfilmungen
Mehrere Verfilmungen, sowohl für das Kino als auch für das Fernsehen, haben den Roman zur Vorlage genommen, ihn aber um zusätzliche Szenen und Motive ergänzt bzw. wesentliche Motive weggelassen.
- 1949 erfolgte eine BBC-Produktion, von welcher heute nur Fotos und Skripte existieren; diese Live-Produktion wurde aufgrund der damaligen technischen Möglichkeiten, respektive des Usus der BBC nicht aufgenommen.[3]
- 1960 spielten Rod Taylor und  Yvette Mimieux die Hauptrollen, Regie führte George Pal, siehe Die Zeitmaschine (1960). Hier sind Elois und Morlocks das Resultat eines jahrhundertelangen Weltkriegs; die Rückkehr des Zeitreisenden in die Zukunft gilt seiner Beziehung zu einer Eloi und dem Unterricht der Eloi.
- 1978 produzierte Henning Schellerup einen Fernsehfilm mit John Beck und Priscilla Barnes in den Hauptrollen, siehe Die Zeitmaschine (1978). Hier arbeitet der Zeitreisende für ein amerikanisches Rüstungsunternehmen. Als er nach seiner Rückkehr aus der Zukunft berichtet, dass seine neueste Bombe weltweite Zerstörung sowie die Entstehung der Elois und Morlocks verursachen wird, ignorieren ihn seine Vorgesetzten und wollen die Zeitmaschine konfiszieren, um sie als Vorteil gegenüber der Konkurrenz zu nutzen, worauf er damit zurück zu den Elois reist.
- 1979 entstand Flucht in die Zukunft, der Elemente aus dem Roman mit der Figur von „Jack the Ripper“ verknüpft. Hier wird H. G. Wells (Malcolm McDowell) als Erfinder der Zeitmaschine dargestellt. Der „Ripper“ flieht mit der Zeitmaschine ins 20. Jahrhundert und wird von Wells verfolgt. Durch die Mithilfe der als nächstes Opfer prädestinierten Frau kann der „Ripper“ unschädlich gemacht werden. Die Dame folgt Wells ins 19. Jahrhundert und wird seine Gattin.
- In Die Rückkehr der Zeitmaschine von Jürgen Karl Klauß aus dem Jahr 1984 wird die Maschine in einem Berliner Antiquitätenladen des Jahres 1920 gefunden. Ihr Passagier ist ein Flüchtling, der aus einer nur ein bis zwei Generationen entfernten dystopischen Zukunft stammt und nur knapp einem Euthanasieprogramm für Senioren entkam.
- 1992 begann der indische Regisseur Shekhar Kapur eine Verfilmung, die wegen finanzieller Probleme nie beendet wurde.
- 2002 drehte Simon Wells, ein Urenkel des Autors, einen Film mit Guy Pearce, siehe The Time Machine. In dieser Adaption versucht der Zeitreisende zunächst aus persönlichen Gründen, die Vergangenheit zu ändern. Als ihm dies nicht gelingt, reist er im Umkehrschluss in die Zukunft, die jedoch das Resultat einer planetaren Umweltkatastrophe ist und geht eine Beziehung mit einer Eloi ein.
- Ebenso 2002 erschien ein Zeichentrickfilm Time Kid, bei der Tom Spender, der Sohn des Erfinders aus New Jersey, seinem Vater durch die Zeit folgt und in der zwei durch Eloi und Morloks inspirierte Menschengattungen auftreten.[4]
- 2011 produzierte Syfy einen Fernsehfilm Time Machine: Rise of the Morlocks.

Die Zeitmaschine taucht auch in verschiedenen Fernsehserien auf, so wird von einer noch nicht veröffentlichten Serie über den jungen H. G. Wells als Erfinder der Zeitmaschine berichtet oder dessen wiederholten Gastauftritt in Superman – Die Abenteuer von Lois & Clark. Weitere Serien, in denen H. G. Wells und/oder seine Zeitmaschine auftauchen, sind u. a.: Doctor Who, G vs E, Wishbone, The Big Bang Theory, Power Rangers: Mystic Force sowie Warehouse 13.

## Hörbücher und Hörspiele
- 2007: Die Zeitmaschine (gelesen von Götz Otto), Patmos audio 2007, 3 CDs, ISBN 978-3-491-91237-3
- 2017: Die Zeitmaschine (gelesen von Matthias Ernst Holzmann), ZYX Music (Audible), 4 CDs
- 2017: Gruselkabinett 123 – Die Zeitmaschine (Regie: Marc Gruppe), Titania Medien (Lübbe Audio), 1CD, ISBN 978-3-7857-5455-9
- 2017: Hörspiel nach H. G. Wells – Die Zeitmaschine (Regie: Oliver Döring), Folgenreich (Universal), 2 CDs
- 2021: Die Zeitmaschine (gelesen von Dominic Raacke), buchfunk Verlag, ISBN 978-3-86847-602-6

## Literarischer Einfluss
1908 schrieb der populäre deutsche Schriftsteller Carl Grunert eine Fortsetzung zu Wells’ Geschichte, in der ein junger Mann namens Maurignac Wells’ Zeitmaschine wiederfindet und damit in die Vergangenheit reist. In dieser Novelle, betitelt Pierre Maurignacs Abenteuer (in der Sammlung „Der Marsspion“ erschienen), taucht auch H. G. Wells selber kurz auf. Diese Geschichte wurde in der DDR unter dem Titel „Das Zeitfahrrad“ in der gleichnamigen Anthologie im Jahr 1974 veröffentlicht.
1914 schrieb Wilhelm Bastiné eine humorige Fortsetzung zu Wells’ Geschichte mit dem Titel Die wiedergefundene Zeitmaschine (Illustrierte Weltall-Bibliothek Band 5).
Egon Friedell schrieb eine Satire über den Roman unter dem Titel Die Reise mit der Zeitmaschine (posthum 1946 erschienen). Späterer Titel der phantastischen Novelle: Die Rückkehr der Zeitmaschine. Der Zeitreisende wird hier namentlich als James MacMorton erwähnt, welcher zunächst schrittweise in die Zukunft und schließlich in die Vergangenheit reist, wobei stark auf ein Zeitparadoxon eingegangen wird; da es die Zeitmaschine in dieser Zeit noch nicht gab, löst sie sich auf und MacMorton muss mittels einer damals schon vorhandenen Miniaturzeitmaschine einen Freund in der Zukunft um Ersatzteile bitten.
Christopher Priest verknüpfte in seinem Roman Sir Williams Maschine (The Space Machine) von 1976 die Geschehnisse der Wells-Romane Krieg der Welten und Die Zeitmaschine.
1979 erschien der Roman Die Nacht der Morlocks: Die Zeitmaschine kehrt zurück (Morlock Nights) von K. W. Jeter, eine Fortsetzung von Wells’ Werk. In dieser fällt die Zeitmaschine in der Zukunft den Morlocks in die Hände. Mit ihrer Hilfe starten diese eine Invasion in das viktorianische London. Das Buch gilt als eines der Schlüsselwerke des Steampunk.
Karl Alexander veröffentlichte ebenfalls 1979 den Zeitreise-Kriminalroman Flucht ins Heute (Time After Time) mit H. G. Wells und Jack the Ripper als Protagonisten. (Siehe auch Flucht in die Zukunft)
In Der Sohn des Hexers von Wolfgang Hohlbein von 1992 treten die Morlocks und Eloi ebenfalls auf. In diesem Buch werden sie von H. G. Wells und einigen Romanfiguren besucht.
1995 erschien mit Zeitschiffe (Time Ships) eine Fortsetzung von Stephen Baxter. Diese greift das Ursprungsthema auf und führt es weiter. Dabei wird es mit aktuellen wissenschaftlichen Erkenntnissen untermauert.
Ronald Wright knüpfte mit seinem 1998 erschienenen Roman Die Schönheit jener fernen Stadt (A Scientific Romance) ebenfalls an Wells’ Zeitmaschine an. Hier findet der Protagonist die Zeitmaschine leer zurückgekehrt vor und reist in eine zeitlich nähergelegene Zukunft.
Die ersten sechs Einzelhefte der Comicreihe The League of Extraordinary Gentlemen (1999–2000), zusammengefasst 2000 als The League of Extraordinary Gentlemen Vol. 1 von Alan Moore und Kevin O’Neill enthalten Moores Kurzgeschichte Allan und der geteilte Schleier (Allan and the Sundered Veil), in welcher Allan Quatermain dem Zeitreisenden aus Die Zeitmaschine begegnet.
Im Roman Der Funke des Chronos von Thomas Finn (erschienen 2006) taucht eine Zeitmaschine auf, die mit jener aus Wells Roman identisch ist und später von dem als Nebenfigur auftretenden Wells erworben wird.
2010 erschien der Roman Die Landkarte der Zeit (Mapa del tiempo) von Félix J. Palma. Auch dieses Werk bedient sich der Zeitmaschine und der Person ihres Schöpfers.